# 瓦尔雷佐
瓦尔雷佐（義大利語：Val Rezzo），是意大利科莫省的一个市镇。总面积6平方公里，人口183人，人口密度30.5人/平方公里（2009年）。ISTAT代码为013233。